# Gabriele Dörflinger

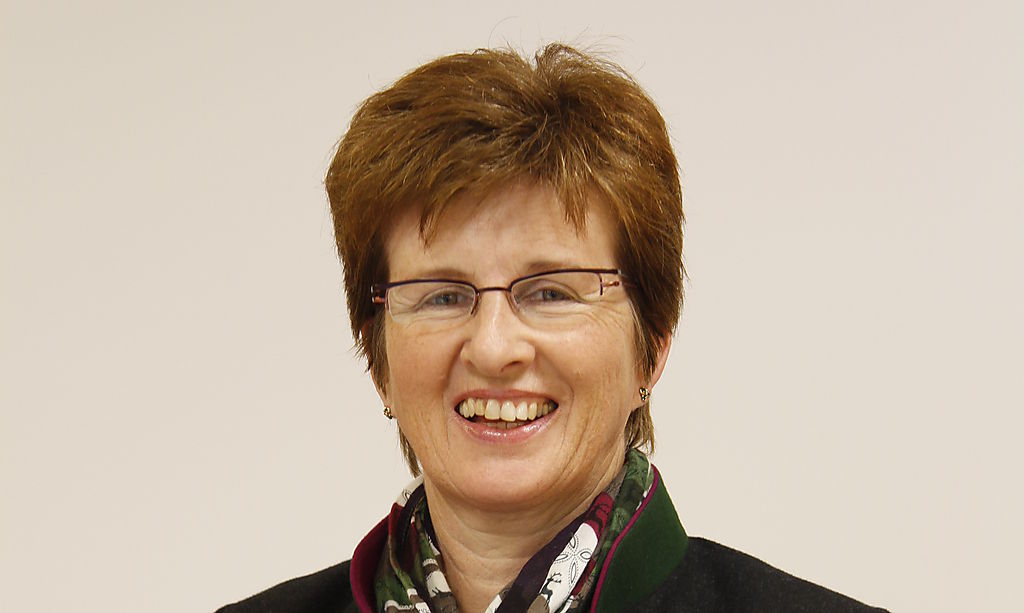
Gabriele Dörflinger (2014)

Gabriele Dörflinger (* 5. August 1961 in Saarlouis, Saarland) ist eine österreichische Politikerin und Bürgermeisterin der SPÖ. Seit dem 15. März 2015 ist sie Bürgermeisterin von Klein St. Paul. Ab dem 12. April 2018 bis zum 13. April 2023 war sie Abgeordnete zum Kärntner Landtag.

## Leben
Nach dem Besuch der Gesamtschule legte sie eine Fachschulreife und Lehre ab und war von 1980 bis 1983 als Bankkauffrau tätig. Seit 1997 ist sie politisch aktiv, etwa bis 2009 als Obfrau des Sozialausschusses. 2005 wurde sie Kammerrätin der Kammer für Land- und Forstwirtschaft. 2009 wurde sie zur Vizebürgermeisterin und 2015 zur Bürgermeisterin von Klein St. Paul gewählt.
Am 12. April 2018 wurde sie in der konstituierenden Landtagssitzung der 32. Gesetzgebungsperiode als Abgeordnete zum Kärntner Landtag angelobt, wo sie als Bereichssprecherin für Land- und Forstwirtschaft sowie Tierschutz fungierte.